# Lijst van kabinetsformaties in Nederland
Dit is een lijst van kabinetsformaties in Nederland. Hierin zijn ook de lijmpogingen na een kabinetscrisis meegenomen.
In de meeste gevallen gaat het om een formatie na Tweede Kamerverkiezingen waarbij een meerderheidskabinet gezocht wordt. In sommige gevallen is de uitkomst een minderheidskabinet. Na de val van een kabinet kan een doorstart gemaakt worden met een deel van het gevallen kabinet. Dan kan er sprake zijn van een rompkabinet, dat tevens vaak een minderheidskabinet is.
Als beginpunt van de formatie wordt over het algemeen de dag na de Tweede Kamerverkiezingen genomen of de dag na de ontslagaanvraag of beschikbaarstelling van portefeuilles bij een tussentijdse formatie. De ontslagaanvraag of beschikbaarstelling van portefeuilles van een kabinet bij verkiezingen kan afwijken van de verkiezingsdatum, maar gebeurt sinds 1922 uiterlijk op de vooravond van de verkiezing. Als eindpunt wordt over het algemeen de beëdiging van het kabinet genomen of het intrekken van de ontslagaanvraag. Op de dag van de beëidiging vindt vaak ook het constituerend beraad en de bordesscène plaats. De formatie is materieel pas echter afgerond na het debat over de regeringsverklaring, omdat dan pas blijkt of het kabinet het vertrouwen geniet van de Tweede Kamer. In 1939 was dit niet het geval, en werd het kabinet-Colijn V direct weggestuurd en volgde een nieuwe formatie.

## Lijst
| Formatie     | Begin             | Eind              | Duur (dagen) | Kabinet                              | Ref             |
| ------------ | ----------------- | ----------------- | ------------ | ------------------------------------ | --------------- |
| 1848         | 16 maart 1848     | 25 maart 1848     | 10           | Schimmelpenninck                     | [ 1 ]           |
| 1848         | 16 maart 1848     | 25 maart 1848     | 10           | De Kempenaer-Donker Curtius          | [ 1 ]           |
| 1849         | 19 september 1849 | 1 november 1849   | 44           | Thorbecke I                          | [ 2 ] [ 3 ]     |
| 1853         | 16 april 1853     | 19 april 1853     | 4            | Van Hall/Donker Curtius              | [ 4 ]           |
| 1856         | 1 juni 1856       | 1 juli 1856       | 47           | Van der Brugghen                     | [ 5 ]           |
| 1858         | 3 maart 1858      | 18 maart 1858     | 16           | Rochussen                            | [ 6 ]           |
| 1860         | 17 februari 1860  | 23 februari 1860  | 7            | Van Hall/Van Heemstra                | [ 7 ]           |
| 1861         | 16 februari 1861  | 14 maart 1861     | 27           | Van Zuylen van Nijevelt/Van Heemstra | [ 8 ]           |
| 1862         | 2 januari 1862    | 1 februari 1862   | 21           | Thorbecke II                         | [ 9 ]           |
| jan-feb 1866 | 29 januari 1866   | 10 februari 1866  | 13           | Fransen van de Putte                 | [ 10 ]          |
| mei-jun 1866 | 24 mei 1866       | 1 juni 1866       | 9            | Van Zuylen van Nijevelt              | [ 11 ]          |
| 1868         | 17 april 1868     | 4 juni 1868       | 49           | Van Bosse/Fock                       | [ 12 ]          |
| 1870-'71     | 24 november 1870  | 4 januari 1871    | 42           | Thorbecke III                        | [ 13 ]          |
| 1872         | 25 juni 1872      | 6 juli 1872       | 12           | De Vries/Fransen van de Putte        | [ 14 ]          |
| 1874         | 14 juli 1874      | 27 augustus 1874  | 45           | Heemskerk/Van Lynden van Sandenburg  | [ 15 ]          |
| 1877         | 16 oktober 1877   | 3 november 1877   | 19           | Kappeyne van de Coppello             | [ 16 ]          |
| 1879         | 12 juli 1879      | 20 augustus 1879  | 40           | Van Lynden van Sandenburg            | [ 17 ]          |
| 1882         | 10 mei 1882       | 12 augustus 1882  | 95           | Van Lynden van Sandenburg            | [ 17 ]          |
| 1883         | 4 maart 1883      | 23 april 1883     | 51           | Heemskerk Azn.                       | [ 18 ]          |
| 1888         | 31 maart 1888     | 21 april 1888     | 22           | Mackay                               | [ 19 ]          |
| 1891         | 24 juni 1891      | 21 augustus 1891  | 58           | Van Tienhoven                        | [ 20 ]          |
| 1894         | 25 april 1894     | 9 mei 1894        | 15           | Röell                                | [ 21 ]          |
| 1897         | 26 juni 1897      | 27 juli 1897      | 32           | Pierson                              | [ 22 ]          |
| 1901         | 28 juni 1901      | 1 augustus 1901   | 35           | Kuyper                               | [ 23 ]          |
| 1905         | 29 juni 1905      | 17 augustus 1905  | 50           | De Meester                           | [ 24 ]          |
| 1907         | 12 februari 1907  | 21 maart 1907     | 38           | De Meester                           | [ 24 ]          |
| 1907-'08     | 25 december 1907  | 12 februari 1908  | 50           | Heemskerk                            | [ 25 ]          |
| 1913         | 26 juni 1913      | 29 augustus 1913  | 65           | Cort van der Linden                  | [ 26 ]          |
| 1918         | 4 juli 1918       | 9 september 1918  | 68           | Ruijs de Beerenbrouck I              | [ 27 ]          |
| 1921         | 17 juni 1921      | 26 juli 1921      | 40           | Ruijs de Beerenbrouck I              | [ 27 ]          |
| 1922         | 6 juli 1922       | 18 september 1922 | 75           | Ruijs de Beerenbrouck II             | [ 28 ]          |
| 1923-'24     | 27 oktober 1923   | 7 januari 1924    | 73           | Ruijs de Beerenbrouck II             | [ 28 ]          |
| 1925         | 2 juli 1925       | 4 augustus 1925   | 34           | Colijn I                             | [ 29 ]          |
| 1925-'26     | 24 november 1925  | 8 maart 1926      | 105          | De Geer I                            | [ 30 ]          |
| 1929         | 3 juli 1929       | 10 augustus 1929  | 39           | Ruijs de Beerenbrouck III            | [ 31 ]          |
| 1933         | 27 april 1933     | 26 mei 1933       | 30           | Colijn II                            | [ 32 ]          |
| 1935         | 26 juli 1935      | 31 juli 1935      | 6            | Colijn III                           | [ 33 ]          |
| 1937         | 27 mei 1937       | 24 juni 1937      | 29           | Colijn IV                            | [ 34 ]          |
| jun-jul 1939 | 30 juni 1939      | 25 juli 1939      | 26           | Colijn V                             | [ 35 ]          |
| aug 1939     | 4 augustus 1939   | 10 augustus 1939  | 7            | De Geer II                           | [ 36 ]          |
| 1940         | 28 augustus 1940  | 3 september 1940  | 7            | Gerbrandy I                          | [ 37 ]          |
| 1941         | 1 juli 1941       | 27 juli 1941      | 27           | Gerbrandy II                         | [ 37 ]          |
| feb 1945     | 22 januari 1945   | 23 februari 1945  | 33           | Gerbrandy III                        | [ 38 ]          |
| mei-jun 1945 | 9 mei 1945        | 24 juni 1945      | 47           | Schermerhorn-Drees                   | [ 39 ] [ 40 ]   |
| 1946         | 18 mei 1946       | 3 juli 1946       | 47           | Beel I                               | [ 41 ] [ 42 ]   |
| 1948         | 8 juli 1948       | 7 augustus 1948   | 31           | Drees-Van Schaik                     | [ 43 ] [ 44 ]   |
| 1951         | 29 januari 1951   | 15 maart 1951     | 44           | Drees I                              | [ 45 ] [ 46 ]   |
| 1952         | 26 juni 1952      | 2 september 1952  | 69           | Drees II                             | [ 47 ] [ 48 ]   |
| 1955         | 18 mei 1955       | 3 juni 1955       | 17           | Drees II                             | [ 49 ]          |
| 1956         | 14 juni 1956      | 13 oktober 1956   | 121          | Drees III                            | [ 50 ] [ 51 ]   |
| 1958         | 13 december 1958  | 22 december 1958  | 10           | Beel II                              | [ 52 ] [ 53 ]   |
| 1959         | 13 maart 1959     | 19 mei 1959       | 67           | De Quay                              | [ 54 ] [ 55 ]   |
| 1960-'61     | 24 december 1960  | 2 januari 1961    | 10           | De Quay                              | [ 56 ]          |
| 1963         | 16 mei 1963       | 24 juli 1963      | 70           | Marijnen                             | [ 57 ] [ 58 ]   |
| 1965         | 2 maart 1965      | 14 april 1965     | 44           | Cals                                 | [ 59 ] [ 60 ]   |
| 1966         | 18 oktober 1966   | 22 november 1966  | 35           | Zijlstra                             | [ 61 ] [ 62 ]   |
| 1967         | 16 februari 1967  | 5 april 1967      | 49           | De Jong                              | [ 63 ] [ 64 ]   |
| 1971         | 29 april 1971     | 6 juli 1971       | 69           | Biesheuvel I                         | [ 65 ] [ 66 ]   |
| 1972         | 19 juli 1972      | 9 augustus 1972   | 11           | Biesheuvel II                        | [ 67 ] [ 68 ]   |
| 1972-'73     | 30 november 1972  | 11 mei 1973       | 163          | Den Uyl                              | [ 69 ] [ 70 ]   |
| 1977         | 26 mei 1977       | 19 december 1977  | 208          | Van Agt I                            | [ 71 ] [ 72 ]   |
| 1981         | 27 mei 1981       | 11 september 1981 | 108          | Van Agt II                           | [ 73 ] [ 74 ]   |
| 1981         | 16 oktober 1981   | 4 november 1981   | 19           | Van Agt II                           | [ 73 ] [ 74 ]   |
| mei-jun 1982 | 14 mei 1982       | 29 mei 1982       | 17           | Van Agt III                          | [ 75 ] [ 76 ]   |
| sep-nov 1982 | 9 september 1982  | 4 november 1982   | 57           | Lubbers I                            | [ 77 ] [ 78 ]   |
| 1986         | 22 mei 1986       | 14 juli 1986      | 54           | Lubbers II                           | [ 79 ] [ 80 ]   |
| 1989         | 7 september 1989  | 7 november 1989   | 62           | Lubbers III                          | [ 81 ] [ 82 ]   |
| 1994         | 4 mei 1994        | 22 augustus 1994  | 111          | Kok I                                | [ 83 ] [ 84 ]   |
| 1998         | 6 mei 1998        | 3 augustus 1998   | 89           | Kok II                               | [ 85 ] [ 86 ]   |
| 1999         | 20 mei 1999       | 8 juni 1999       | 20           | Kok II                               | [ 87 ] [ 88 ]   |
| 2002         | 16 mei 2002       | 22 juli 2002      | 68           | Balkenende I                         | [ 89 ] [ 90 ]   |
| 2003         | 23 januari 2003   | 27 mei 2003       | 122          | Balkenende II                        | [ 91 ] [ 92 ]   |
| 2006         | 30 juni 2006      | 7 juli 2006       | 7            | Balkenende III                       | [ 93 ]          |
| 2006-'07     | 23 november 2006  | 22 februari 2007  | 90           | Balkenende IV                        | [ 94 ] [ 95 ]   |
| 2010         | 10 juni 2010      | 14 oktober 2010   | 127          | Rutte I                              | [ 96 ] [ 97 ]   |
| 2012         | 13 september 2012 | 5 november 2012   | 54           | Rutte II                             | [ 98 ] [ 99 ]   |
| 2017         | 16 maart 2017     | 26 oktober 2017   | 225          | Rutte III                            | [ 100 ] [ 101 ] |
| 2021-'22     | 18 maart 2021     | 10 januari 2022   | 299          | Rutte IV                             | [ 102 ] [ 103 ] |
| 2023-'24     | 23 november 2023  | 2 juli 2024       | 223          | Schoof                               | [ 104 ]         |